# 九德縣
九德县是一個古县名。
三国东吴天纪二年（278年），分九真郡咸驩县置。治所在今越南乂安省荣市。三国至唐朝时，历为九德郡、德州、驩州置所。唐朝武德五年（622年），驩州改名南德州，同时置安远、昙罗、光安三县。是年，以光安置源州，又置水源、安银、河龙、长江四县。贞观八年（634年）更名阿州。十三年阿州废，省水源、河龙、长江，以光安、安银来属九德县。安远、昙罗、光安、安银后皆省。五代以后地入交趾。